# Gołąb boniński
Gołąb boniński (Columba versicolor) – wymarły gatunek ptaka z rodziny gołębiowatych (Columbidae). Występował endemicznie na należących do Japonii Wyspach Bonin (obecnie Ogasawara), leżących na Oceanie Spokojnym, ok. 800 km na południe od głównych wysp Japonii.
TaksonomiaGatunek ten po raz pierwszy zgodnie z zasadami nazewnictwa binominalnego opisał i zilustrował w 1832 roku Heinrich von Kittlitz. Autor nadał mu nazwę Columba versicolor, która obowiązuje do tej pory. Gatunek znany z 4 odłowionych osobników – po raz pierwszy w 1827 roku, z czego jeden znajduje się w Muzeum Historii Naturalnej w Tring (Wielka Brytania), pozostałe we Frankfurcie i Petersburgu. Holotyp przechowywano w zbiorach w Londynie, ale zaginął. Nie wyróżniono podgatunków.
WystępowanieWiadomo, że występował na dwóch wyspach archipelagu Bonin (Ogasawara) – Nakodo-jima i Chichi-jima.
MorfologiaDługość ciała tego ptaka wynosiła blisko 45 cm. Głowa miała barwę metalicznie zieloną, z tyłu głowy kolor zmieniał się na zielony i fioletowy. Grzbiet złocistofioletowy. Kuper zielony. Pokrywy skrzydłowe wykazywały jaśniejszą, bardziej złotą opalizację. Spód ciała jasnoszary. Dziób żółtozielony, tęczówka niebieska. Stopy ciemnoczerwone.
WymarcieGołąb boniński wymarł pod koniec XIX wieku wskutek wylesiania jego terenów siedliskowych, polowań oraz drapieżnictwa wprowadzonych (lub przywleczonych) szczurów i kotów. Ostatni osobnik został odłowiony 15 września 1889 roku.